# رایت‌اسپید ایکس۱
رایت‌اسپید ایکس۱ (Wrightspeed X۱) خودرویی در کلاس رودستر است که طراحی آن خودروهای موتور وسط عقب-محور عقب بوده است.

## نگارخانه

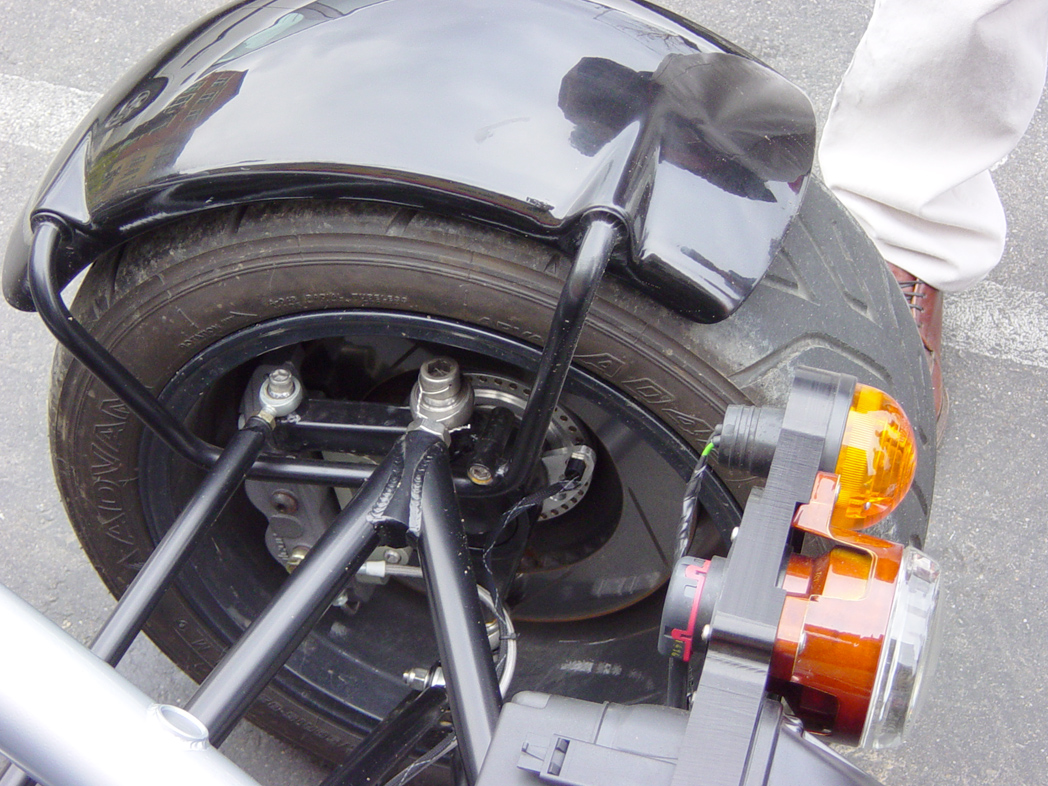
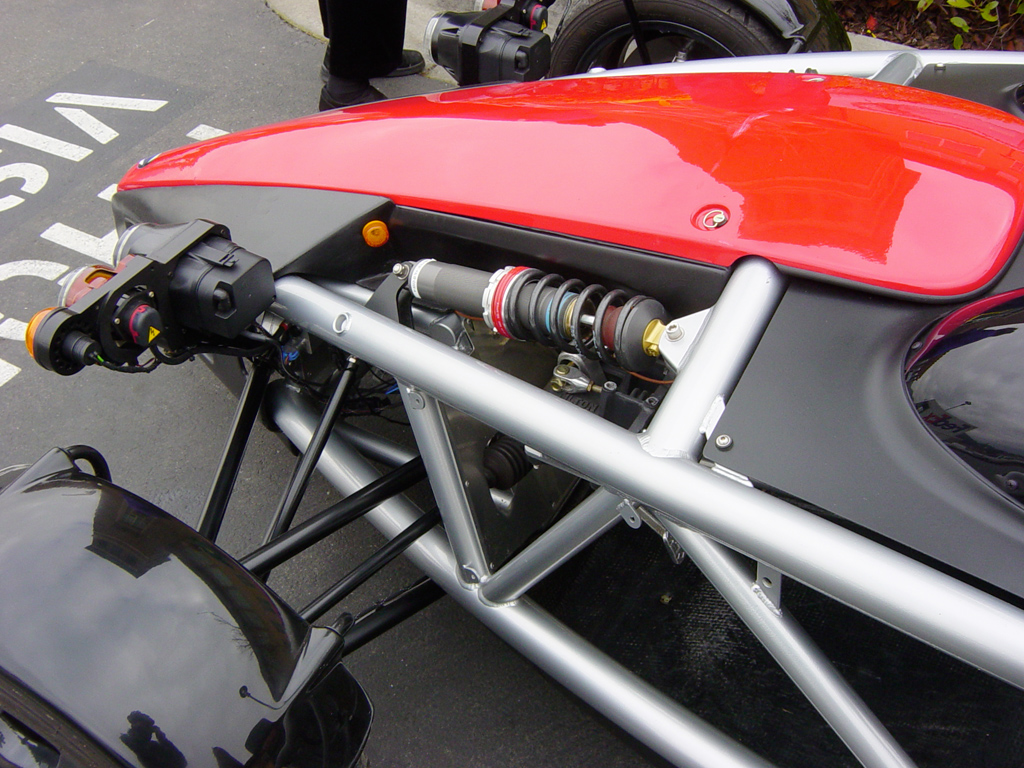
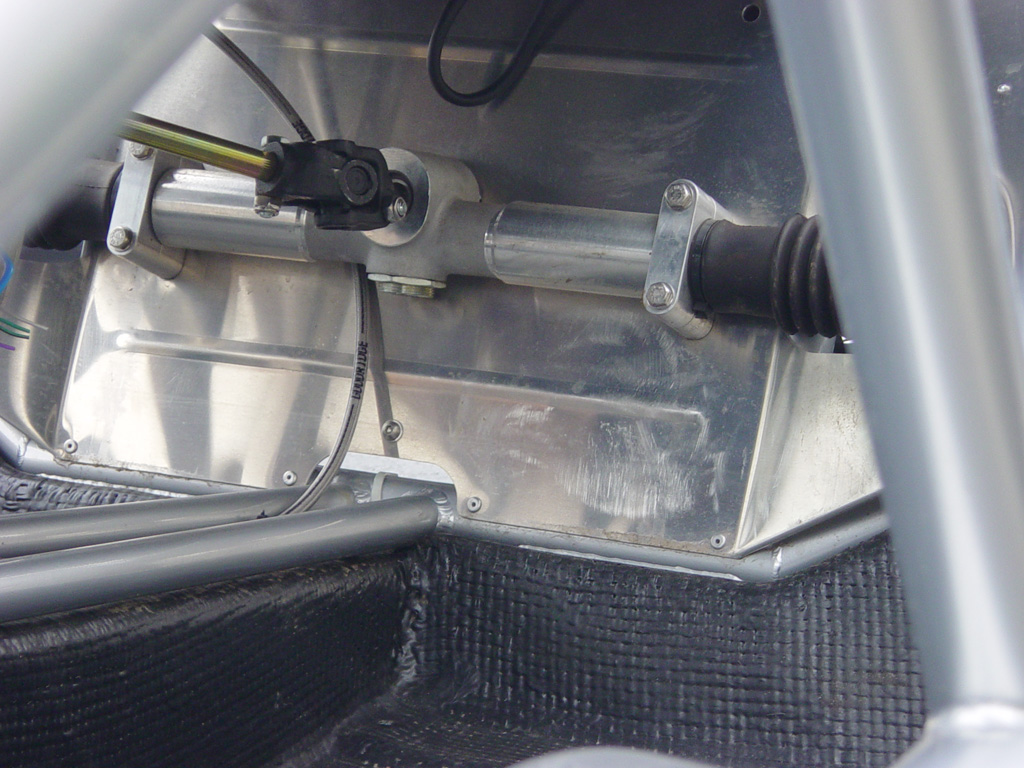
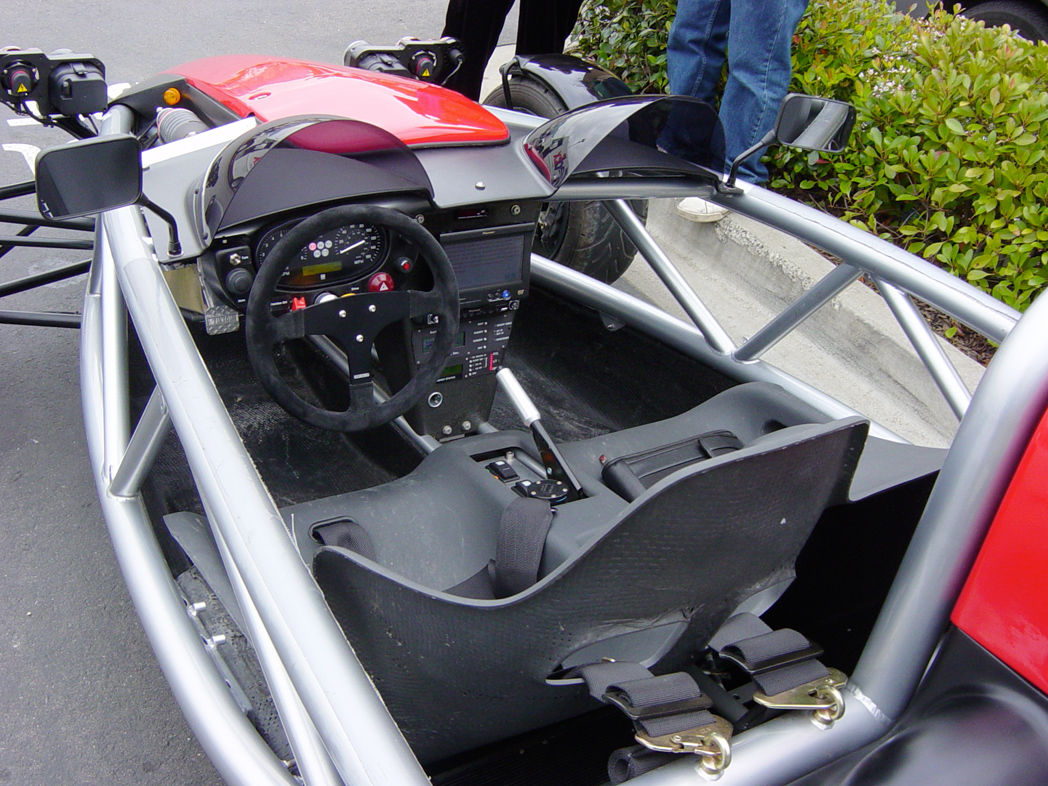
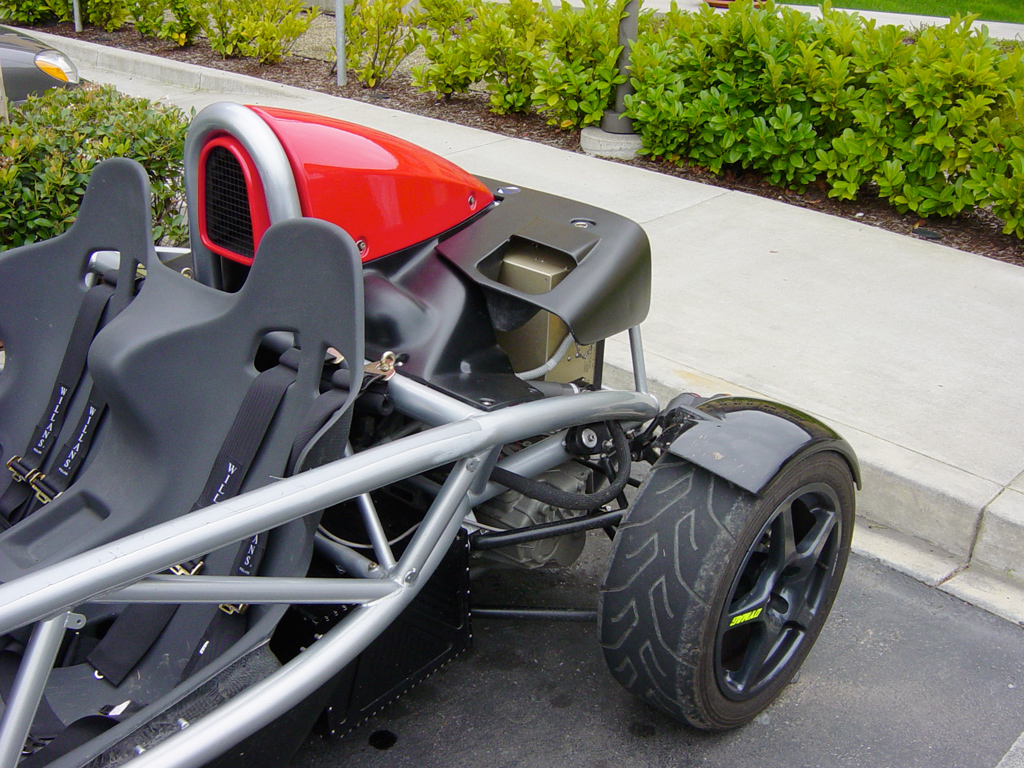
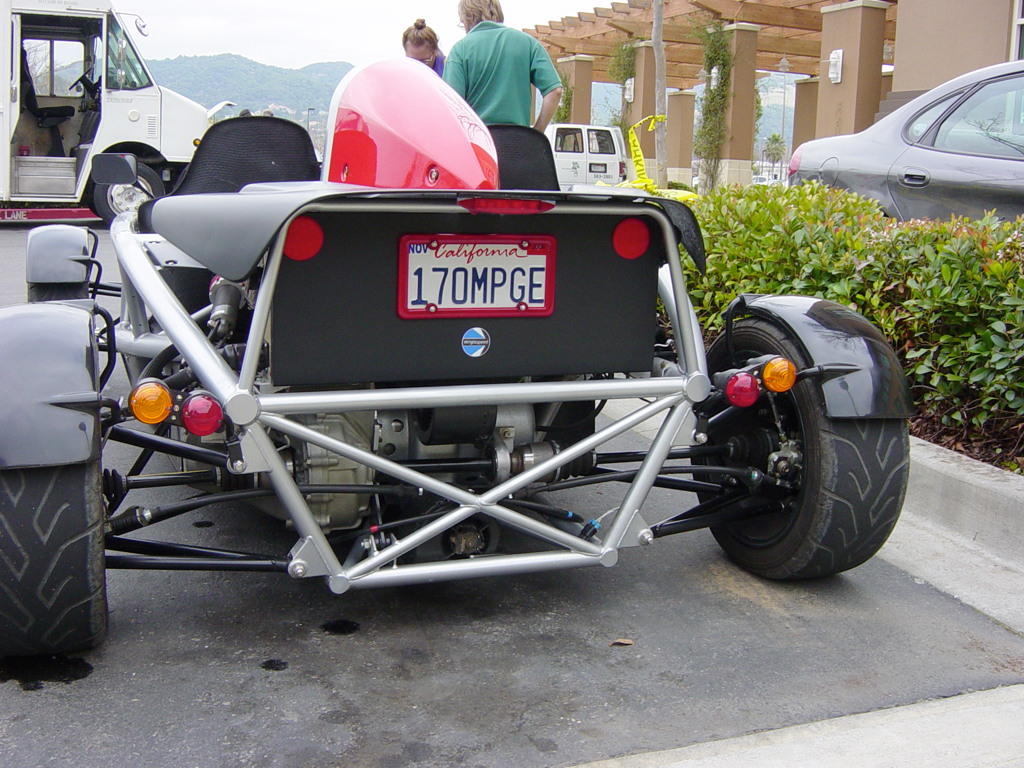